# (91199) Johngray
(91199) Johngray est un astéroïde de la ceinture principale.

## Description
(91199) Johngray est un astéroïde de la ceinture principale. Il fut découvert le 20 septembre 1998 à La Silla par Eric Walter Elst. Il présente une orbite caractérisée par un demi-grand axe de 3,23 UA, une excentricité de 0,06 et une inclinaison de 22,1° par rapport à l'écliptique.

## Compléments